# Technologische Fachoberschule Meran „Oskar von Miller“

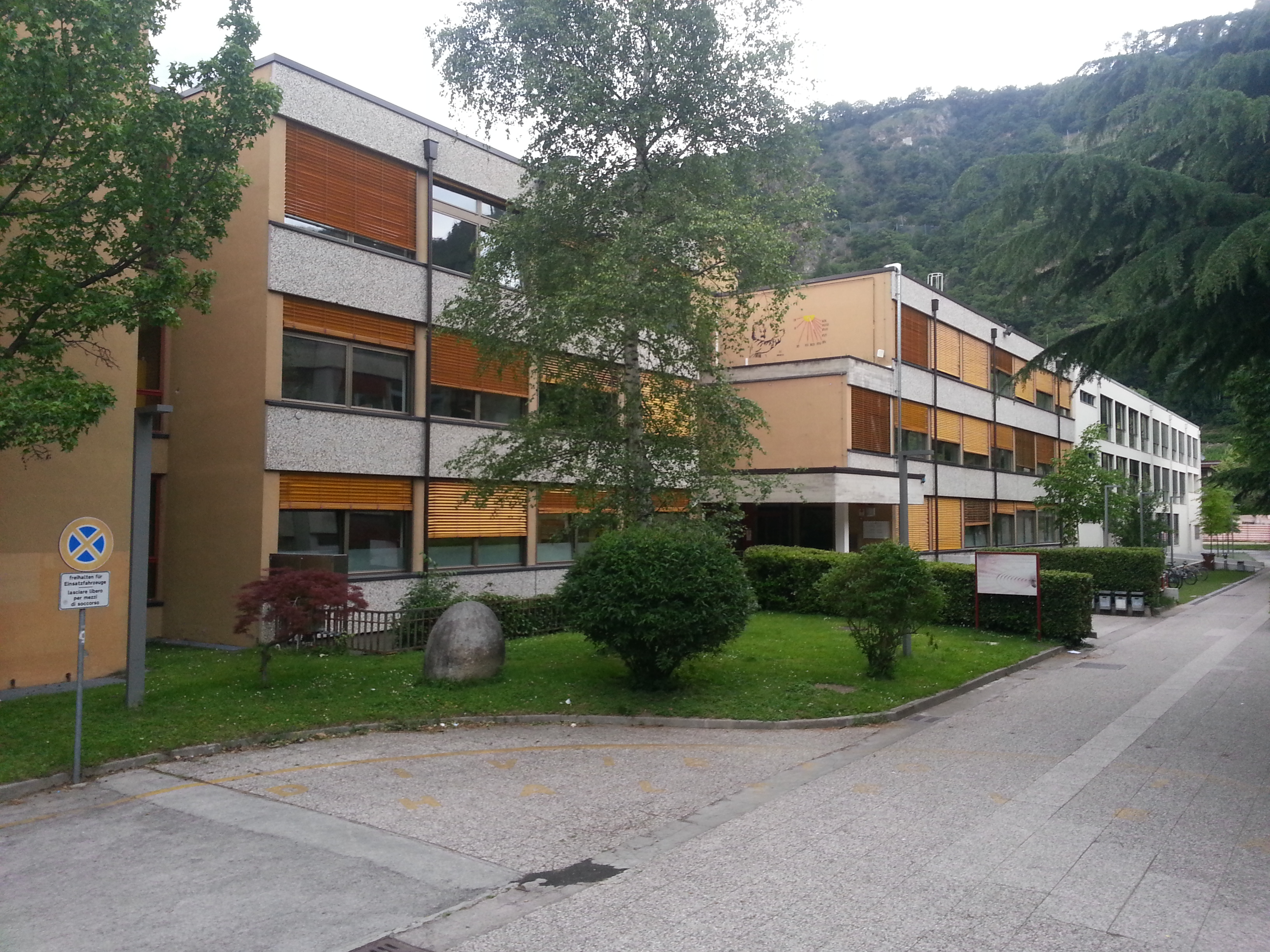
Schulgebäude des Realgymnasiums „Albert Einstein“ mit der angeschlossenen Technologischen Fachoberschule „Oskar von Miller“ Richtung Norden

Die Technologische Fachoberschule Meran „Oskar von Miller“ (kurz TFO Meran), ehemalige Gewerbeoberschule Meran (GOB Meran), ist eine Technologische Fachoberschule in Meran. Sie wurde im Jahre 1991 gegründet und ist nach dem deutschen Ingenieur Oskar von Miller benannt, der auch in Tirol tätig war.

## Bildung
Der Bildungsweg ist in zwei Teile gegliedert, in das Biennium (1.–2. Klasse) und das Triennium (3.–5. Klasse). Das Biennium ist allgemeinbildend und behandelt in allen anderen Technologischen Fachoberschulen den gleichen Inhalt. Im Triennium werden die Fachrichtungen Bauwesen mit Schwerpunkt Umwelt und Raumplanung und Elektronik/Elektrotechnik mit Schwerpunkt Robotik/Industrieinformatik angeboten.

## Geschichte
Die TFO Meran wurde als Außenstelle der Bozner Gewerbeoberschule „Max Valier“ im Schuljahr 1991/92 gegründet, nachdem das provisorische Schulgebäude in der Mateottistraße frei wurde. 1999 wurden die Direktionen der TFO und des Realgymnasiums „Albert Einstein“ zusammengelegt. Im Januar 2001 übersiedelte die Schule in ein Gebäude in der Otto-Huber-Straße. Seit 2012 ist die TFO Meran zusammen mit dem Realgymnasium im Schulgebäude des Realgymnasiums mit einem eigens errichteten Zubau, wo sich seit 2003 die Fachrichtung Elektronik/Elektrotechnik befindet. Die Bibliothek der Schule war die erste in der Region, die schon ab 1984 EDV-gestützt die Bücherverwaltung und den Ausleihdienst organisierte.

## Projekte

### Climacubes
Climacube war ein Gemeinschaftsprojekt der TFO Meran, Landesberufsschule „Dipl.-Ing. Luis Zuegg“ und der Wirtschaftsfachoberschule „Franz Kafka“. Das Projekt startete im Schuljahr 2006/07 und wurde im Mai 2011 beendet. Ziel des Projekts war es in 12 Würfeln mit unterschiedlichen Dämmmaterialien den Einfluss unterschiedlicher Bauweisen zu erforschen. Die Würfel wurden am Dach des Schulgebäudes des Realgymnasiums Meran montiert und die Messdaten alle 5 Minuten direkt ins Internet gestellt. So konnte über eine Laufzeit von zwei Jahren die Oberflächentemperatur, Luftfeuchtigkeit, Raumlufttemperatur, Stromverbrauch der Heizelemente beobachtet und ausgewertet werden.

### Satellit „Max Valier“
In einem Gemeinschaftsprojekt der TFO Meran, der TFO Bozen und des Vereins der Amateurastronomen „Max Valier“ wird ein Satellit geplant und gebaut, der dann am 23. Juni 2017 mit einer russischen Trägerrakete ins All gebracht wurde. Das Projekt verfolgte sowohl didaktische als auch technologische Ziele, denn Weltraumtechnik eröffnet für Oberschulen ganz neue Lerninhalte. Der Satellit ist mit einem Röntgenteleskop ausgestattet worden und wurde in Zusammenarbeit und durch die Unterstützung der Orbitale Hochtechnologie OHB in Bremen realisiert.